# Прикмета
Прикмета  —  відмітна ознака якихось явищ або предметів, з наявністю яких можна передбачити подальші  події. Прикмети передбачають певний, зв'язок між двома якимись подіями, коли одне з них відбувається як факт, а друге в свою чергу – як наслідок. Деякі прикмети не мають свого реального підґрунтя до передбачення певних подій по ним, але у той же час значний відсоток прикмет має у тій чи іншій мірі своє реальне підґрунтя. Як правило, до прикмет відносяться саме ті тлумачення, які базуються на колективному досвіді та фіксуються в колективній пам'яті. Прикмети існують здавна в багатьох культурах і цивілізаціях.

## Погодні прикмети
Напередодні грози чимало тварин і комах змінюють поведінку. Жаби стрибають з води на берег, починають квакати голосніше і глухо. Також прісноводні раки прагнуть виповзти на берег водойм.
За кілька годин перед грозою зникають стрижі, а горобці та кури збираються у групи та приймають пилові «ванни». Змовкають співочі птахи, але крики качок та чайок стають більш пронизливішими. Перед негодою голуби та ластівки літають дуже низько, а ось ворони, навпаки, піднімаються вище.
Вірною ознакою наближення грози є відсутність бджіл, сонечок та метеликів кропивниць. Мурахи закривають входи до мурашників. Але дощові черв’яки, навпаки, намагаються виповзти на поверхню землі, щоб не потонути.